# اس‌اس باروی (۱۹۲۹)
اس‌اس باروی (۱۹۲۹) (به انگلیسی: SS Barøy (1929)) یک کشتی بود که طول آن ۱۴۳ فوت (۴۳٫۵۹ متر) بود. این کشتی در سال ۱۹۲۹ ساخته شد.